# Ali Khalif Galaid
Ali Khalif Galaid, o più spesso in inglese Galaydh (in somalo Cali Khaliif Galayr, Ali Khalif Galaid, in arabo علي خليف غلير‎?; Las Anod, 15 ottobre 1941 – Giggiga, 8 ottobre 2020) è stato un politico somalo.
Galaid aveva una notevole esperienza in tema di politica pubblica, diplomazia, pubblica amministrazione e business, materie che inoltre ha insegnato in varie università pubbliche degli Stati Uniti.

## Primi anni e formazione
Ali Khalif Galaid nacque nel 1941 a Las Anod, capoluogo della regione settentrionale somala di Sol,e appartiene alla cabila dei Dulbahante, sottoclan dei Darod. Ha frequentato le scuole medie e superiori nella città di Sheikh, nella regione nordoccidentale di Tug Dair. Ottenne una borsa di studio per frequentare l'Università di Boston e vi studiò dal 1963 al 1965, quando conseguì con lode il Bachelor of Arts in Scienze Politiche. Dal 1967 al 1969 frequentò anche la Maxwell School of Citizenship and Public Affairs alla Syracuse University, ricevendo un master in pubblica amministrazione e maturando i requisiti per ottenere il Ph.D.. Scrisse e presentò la tesi di laurea nel 1971-72.

## Lavoro nella pubblica amministrazione
Parallelamente al percorso formativo Galaid iniziò a lavorare nella pubblica amministrazione della Somalia. Dal 1966 al 1973 lavorò al Somali Institute of Public Administration (SIPA) e al Somali Institute of Development Administration and Management (SIDAM), interrompendo solo per i due anni in cui, come scritto, frequentò la Maxwell School. Tornato in Somalia nel 1969 divenne direttore del SIPA.
Nel luglio 1974 fu nominato Direttore Generale della Giohar Sugar Enterprises, la più grande azienda di stato produttrice di zucchero in Somalia. In questo ruolo arrivò a gestire 7.000 dipendenti e 9.000 ettari di terra per l'azienda, che alimentava il 10% delle entrate dello Stato.
Dal 1980 al 1982 ricoprì l'incarico di Ministro dell'industria nel governo di Barre. Nel 1988 fu chiamato a testimoniare dinanzi al tribunale di Milano nell'ambito del processo penale a carico di un giornalista de L'Europeo, Pietro Petrucci, accusato di diffamazione a seguito di una denuncia presentata nei suoi confronti dallo stesso governo somalo. In un suo articolo, Petrucci aveva dato conto di varie irregolarità riscontrate nel sistema della cooperazione italo-somala e, in particolare, aveva documentato la vicenda relativa ad una fabbrica di fertilizzanti, costruita alla periferia di Mogadiscio dall'azienda italo-francese Technipetrol, ritenuta assolutamente inutile e il cui finanziamento aveva causato una voragine nell'erario somalo; tale ammanco era stato poi colmato con i fondi italiani degli aiuti allo sviluppo. Nel corso della deposizione, Galaid sostenne che la costruzione della fabbrica non aveva alcuno scopo produttivo, ma rispondeva all'obiettivo di Barre di conseguire illecitamente i finanziamenti italiani; la scelta della Technipetrol sarebbe stata determinata dai buoni uffici di un italiano, già procuratore ai tempi dell'AFIS.
Tra il 1996 e il 2000 inoltre Galaid fondò e diresse la Somtel, compagnia privata somala di telecomunicazioni.

## Carriera politica ed accademica
Nel 1979 Galaid fu nominato membro del Parlamento. Nel 1980 divenne Ministro dell'Industria nel governo di Siad Barre, posizione che avrebbe occupato fino al 1982. Quando infatti le tensioni incominciarono a salire all'interno del paese, Galaid insieme ad un gruppo di ministri riformatori abbandonò il suo incarico e lasciò la Somalia per evitare l'arresto da parte di Barre.
Dall'82 all'87 fu ricercatore al Weatherhead Center for International Affairs e di studi mediorientali all'Università di Harvard. Dal 1989 al 1996 fu professore alla Maxwell School of Citizenship and Public Affairs alla Syracuse University.

## Primo Ministro e attività successive
Galaid partecipò fin dall'inizio alla Conferenza nazionale di pace della Somalia convocata ad Arta, Gibuti, nel settembre del 1999. Dalla conferenza nacque il Governo Nazionale di Transizione, primo governo centrale somalo dal 1995, anno dal quale la Somalia mancava anche ufficialmente di un'autorità riconosciuta a livello internazionale. Nell'ottobre 2000 fu eletto Presidente del governo Abdiqasim Salad Hassan, che nominò Ali Khalif Galaid Primo Ministro, un ruolo che era vacante dal maggio 1993, quando Umar Arteh Ghalib aveva smesso di occuparlo. Il 14 ottobre Hassan e Galaid tornarono dal Gibuti in Somalia e nell'arco di pochi giorni scelsero tutti i membri del governo.
Principale spina nel fianco del governo erano i signori della guerra, potentissimi leader locali emersi con la guerra civile somala che di fatto controllavano il paese con le proprie milizie e spesso erano in eterno conflitto tra loro. Galaid negoziò con i più potenti signori della guerra e riuscì a farne entrare alcuni nel governo. Altri invece si coalizzarono nella lotta al Governo Nazionale di Transizione alleandosi nel Consiglio di Riconciliazione e Restaurazione della Somalia.
Con la sola forza della diplomazia, nel febbraio 2001 Galaid convinse l'Etiopia a ritirare subito le proprie truppe, che occupavano la regione sudoccidentale di Gedo dall'agosto 1996.
Dopo aver ricoperto il ruolo di Primo Ministro riprese la carriera accademica insegnando dal settembre 2002 al giugno 2007 al Hubert H. Humphrey Institute of Public Affairs dell'Università del Minnesota.
Negli ultimi anni Galaid è tornato ad interessarsi di politica. Infatti è tra i fondatori ed i più forti sostenitori del Khatumo, Stato autonomo somalo nato nel 2012 per iniziativa del suo clan, i Dulbahante. È stato soprattutto grazie all'opera di Galaid che il Khatumo ha ricevuto il sostegno da parte del Governo Federale di Transizione; comunque, formalmente Galaid non occupa nessuna posizione nell'amministrazione del nuovo Stato.